# Parc national de Kouchibouguac
Vous lisez un « bon article » labellisé en 2011.
Le parc national de Kouchibouguac (prononciation en français : /ku.ʃi.bu.gwak/) est un parc national situé sur la côte est de la province du Nouveau-Brunswick au Canada, à environ 110 kilomètres au nord de Moncton. Le parc a une superficie de 239 km2 et protège un ensemble d'îles barrières, de dunes, de forêts, de barachois et de marais salés.
La région est fréquentée depuis 4 000 ans par les Micmacs et leurs prédécesseurs. Elle a été colonisée à partir de la fin du XVIIIe siècle par les Acadiens ainsi que par les Loyalistes de l’Empire-Uni et des colons provenant des îles Britanniques. Le parc fut créé en 1969 à la suite d'une entente entre les gouvernements fédéral et provincial qui fut officialisée le 15 janvier 1979. Cette création provoqua l'expropriation de 228 foyers et reçut une résistance acharnée de la population. Cette opposition permit entre autres le maintien de deux ports de pêche dans le parc et changea finalement la méthode d'acquisition des terres en milieu habité par Parcs Canada pour les parcs subséquents.
Le parc national de Kouchibouguac est administré par l'agence Parcs Canada et il est visité chaque année par environ 160 000 visiteurs, dont la moitié sont francophones. Il est désigné réserve de ciel étoilé par la Société royale d'astronomie du Canada et le cordon littoral est reconnu comme zone importante pour la conservation des oiseaux.

## Toponymie
Le nom du parc provient de celui de la rivière Kouchibouguac. Le terme « Kouchibouguac », dérive du micmac Pijeboogwek partiellement corrompu par le français signifie « rivière aux longues marées ». Il est couramment prononcé /ku.(t)ʃi.bu.gwak/ en français mais l'usage local est plutôt /kuʃ.u.bu.gwak/ ; on retrouve aussi les prononciations /kiʃ.bi.kwak/ et /kadʒ.i.bu.gwɛt/.

## Géographie

### Localisation

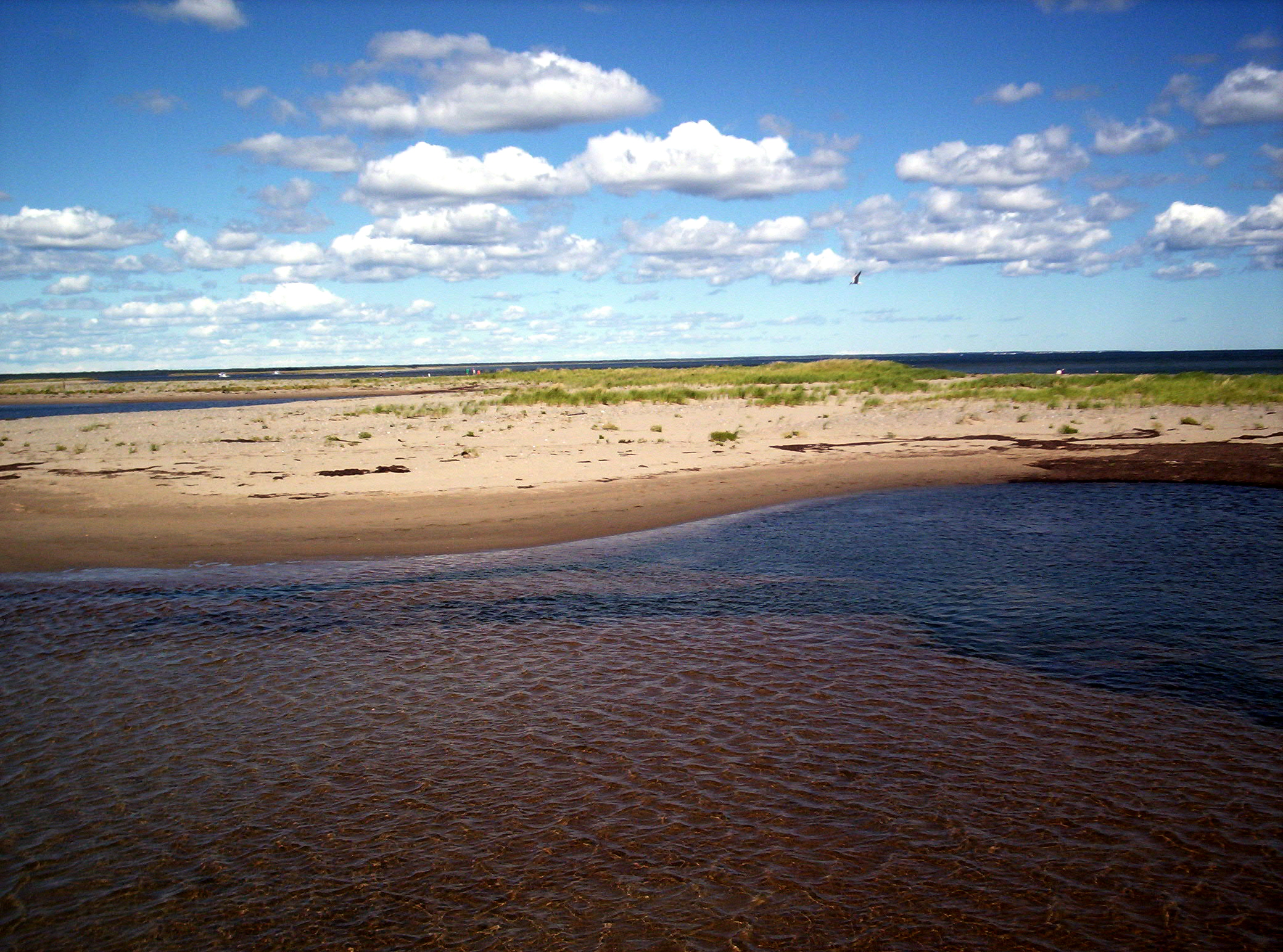
Dunes du cordon littoral

Le parc national de Kouchibouguac a une superficie de 239,2 km2 dont 198,7 km2 sont en zone terrestre et 40,5 km2 en milieu marin. Il est situé au bord du détroit de Northumberland, dans le Nord-Ouest du comté de Kent, près de la ville de Richibouctou. Le parc s'étend sur le territoire du district rural de Kent. Il est limitrophe du village de Beaurivage à l'ouest. Il est situé à 110 kilomètres de Moncton et à 50 kilomètres de Miramichi.
Il est bordé au nord-ouest par la zone naturelle protégée de la Rivière-Black.

### Géologie

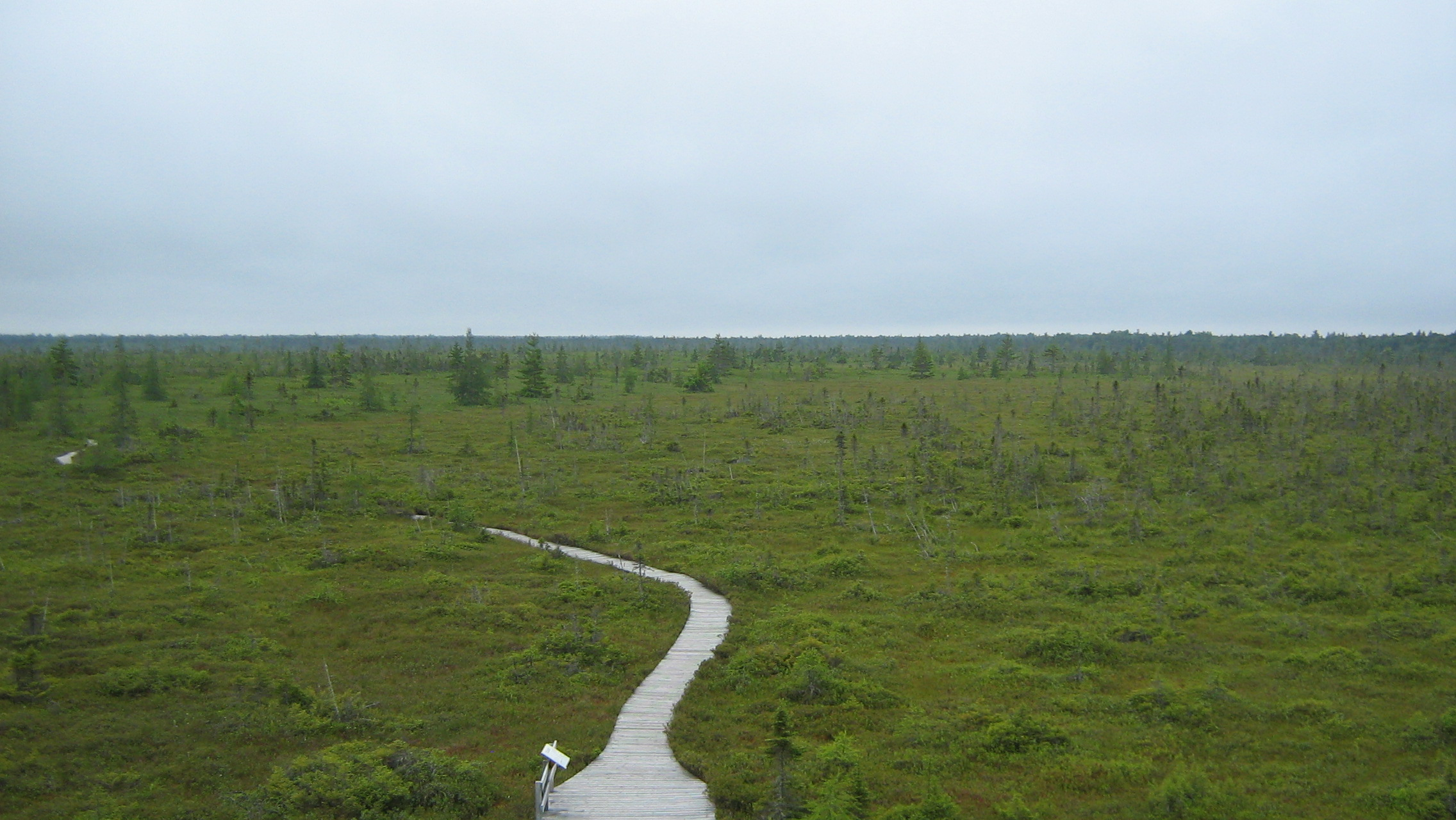
Tourbière dans le parc

Le parc est situé dans les Appalaches. Le substrat rocheux est composé de conglomérat, d'argilite et de grès gris et rouge datant du Pennsylvanien (il y a 318 à 299 millions d'années). La totalité du parc est comprise dans une seule formation, la formation de Richibucto.
Les dépôts de surface sont généralement composés de tourbe dans les régions ayant un mauvais drainage et de sable, de silt de gravier et d'argile provenant de dépôts laissés par une régression marine. Ils ont une épaisseur de 0,5 à 5 mètres en moyenne. Le front marin est quant à lui composé d'un cordon littoral, lui-même constitué de gravier et de sable, ayant plus d'un mètre d'épaisseur,.

### Relief et hydrographie

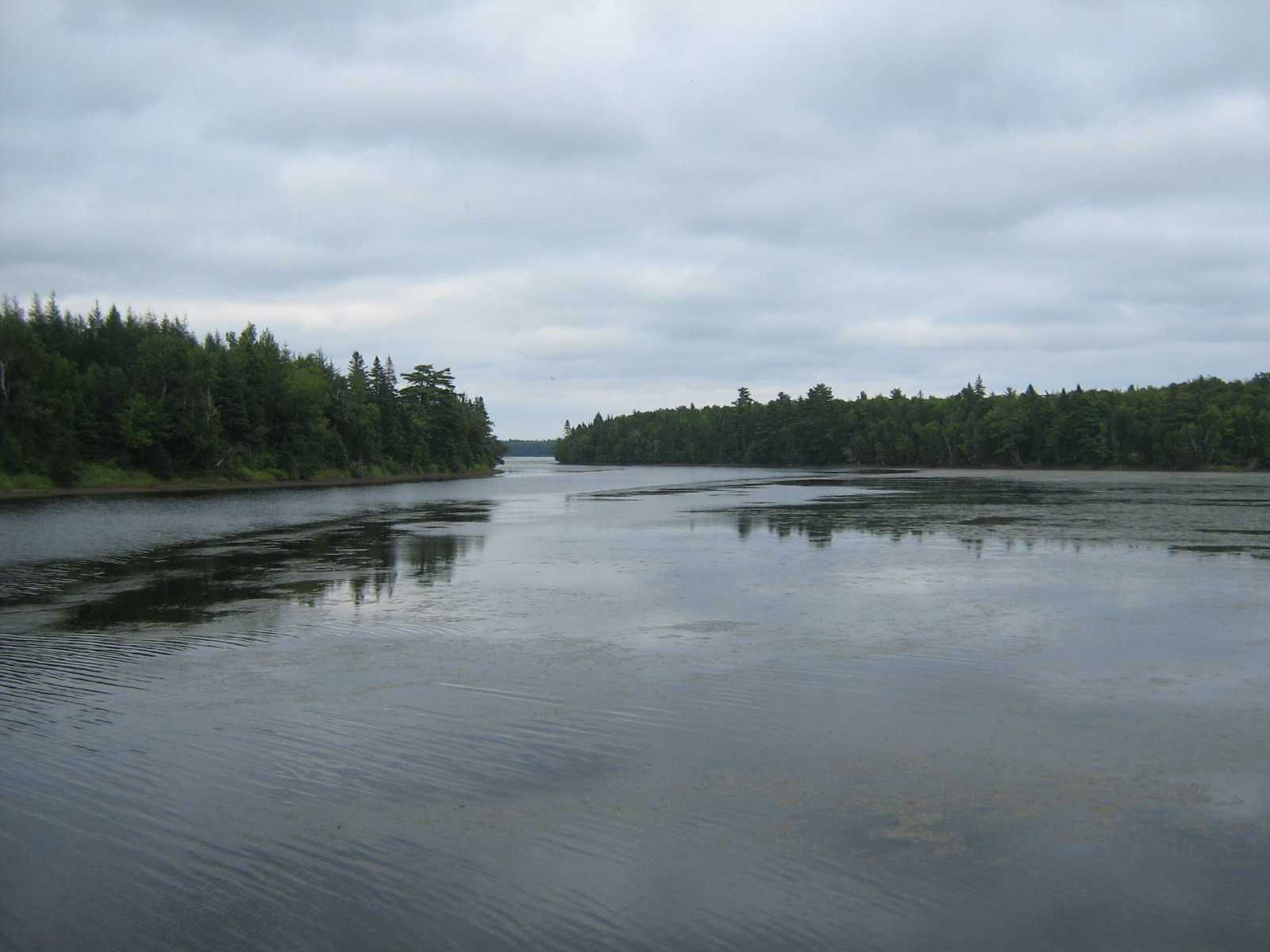
Rivière Kouchibouguac

Le relief du parc est généralement plat, allant du niveau de la mer à seulement 33 mètres d'altitude au point le plus élevé. Le terrain est souvent mal drainé et les tourbières et marais couvrent 24 % du territoire du parc. La section maritime du parc, occupant 18 % de la surface totale, couvre deux barachois, celui de la baie de Kouchibouguac et celui de la baie de Saint-Louis. Ces barachois sont séparés de la mer par un cordon littoral composé de trois « dunes » (îles de sables) à savoir les dunes de Kouchibouguac Nord, de Kouchibouguac Sud et de Richibouctou Nord.
Le parc est traversé par plusieurs rivières, soit, du nord au sud, les rivières au Portage, Fontaine, Black, Kouchibouguac et Kouchibouguacis. Elles traversent le parc de l'ouest vers l'est. Les estuaires de ces rivières sont profonds et peuvent pénétrer jusqu'à 30 kilomètres à l'intérieur des terres.

### Climat
Kouchibouguac a un climat de type continental humide, caractérisé par des étés chauds et des précipitations uniformément réparties sur l'année. Le mois le plus chaud a une température moyenne de 19,3 °C et le plus froid une température de −10 °C. Le parc reçoit 1 200 mm de précipitations dont 300 cm de neige.
La vitesse moyenne des vents est de 22 km/h dans les endroits abrités et de 27 km/h dans les endroits exposés. Ceux-ci proviennent généralement du sud-ouest à l'exception des mois de mars et avril où ils viennent du nord-ouest.
| Mois                              | jan.  | fév.  | mars  | avril | mai   | juin | jui.  | août | sep. | oct. | nov.  | déc.  | année   |
| --------------------------------- | ----- | ----- | ----- | ----- | ----- | ---- | ----- | ---- | ---- | ---- | ----- | ----- | ------- |
| Température minimale moyenne (°C) | −15,3 | −14,3 | −8,4  | −2    | 4     | 9,4  | 13,2  | 12,3 | 7,4  | 2,3  | −3    | −10,6 | −0,4    |
| Température moyenne (°C)          | −10   | −8,7  | −3,2  | 2,9   | 10    | 15,7 | 19,3  | 18,3 | 13   | 7,4  | 1,1   | −6,3  | 5       |
| Température maximale moyenne (°C) | −4,6  | −3,1  | 2,1   | 7,7   | 15,9  | 21,8 | 25,2  | 24,3 | 18,6 | 12,2 | 5,3   | −1,6  | 10,3    |
| Précipitations (mm)               | 140,5 | 89,8  | 111,2 | 99,5  | 103,8 | 84,7 | 110,8 | 81,3 | 84,2 | 96,2 | 111,7 | 126,1 | 1 239,9 |
| dont neige (cm)                   | 83,1  | 54,6  | 52    | 29,4  | 2,5   | 0    | 0     | 0    | 0    | 1,9  | 19,8  | 65,7  | 309,1   |

## Patrimoine naturel
Selon la commission de coopération environnementale, le parc est situé dans l'écorégion de niveau III des basses-terres des Maritimes des forêts tempérées de l'Est,. Le cadre écologique canadien situe le parc dans la même écorégion. Elle est caractérisée par des étés chauds et des hivers doux et neigeux, ses grandes terres humides, et ses forêts mixtes composées d’épinette rouge, de sapin baumier, d'érable rouge, de pruche du Canada et de pin blanc. Finalement, selon le classement du World Wide Fund for Nature, le parc fait partie de l'écorégion des Forêts des basses-terres du Golfe du Saint-Laurent.
Le cordon littoral est reconnu comme zone importante pour la conservation des oiseaux (ZICO) du fait de la présence de sites de nidification de la sterne pierregarin et du pluvier siffleur.

### Flore

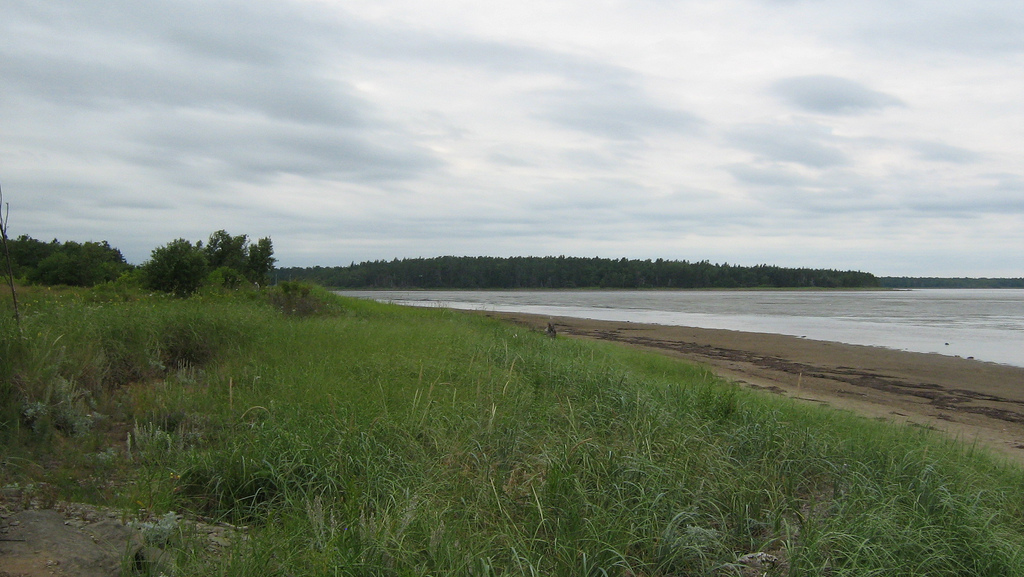
Baie de Kouchibouguac à l'embouchure de la Kouchibouguac

La flore de Kouchibouguac est composée de 1 600 espèces de végétaux dont 619 espèces de plantes vasculaires, 178 espèces de lichens et 30 espèces de mousses.
Les forêts couvrent environ 54 % du parc. Elles sont composées de 24 espèces d'arbres, les principales espèces sont l'épinette noire (Picea mariana), l'épinette rouge (Picea rubens), le sapin baumier (Abies balsamea), le thuya occidental (Thuja occidentalis), le peuplier faux-tremble (Populus tremuloides), le bouleau gris (Betula populifolia) et l'érable rouge (Acer rubrum). On trouve dans le parc 37 types différents de peuplements forestiers, recouverts à 70 % de conifères, 23 % de feuillus et 7 % seulement de forêt mixte.

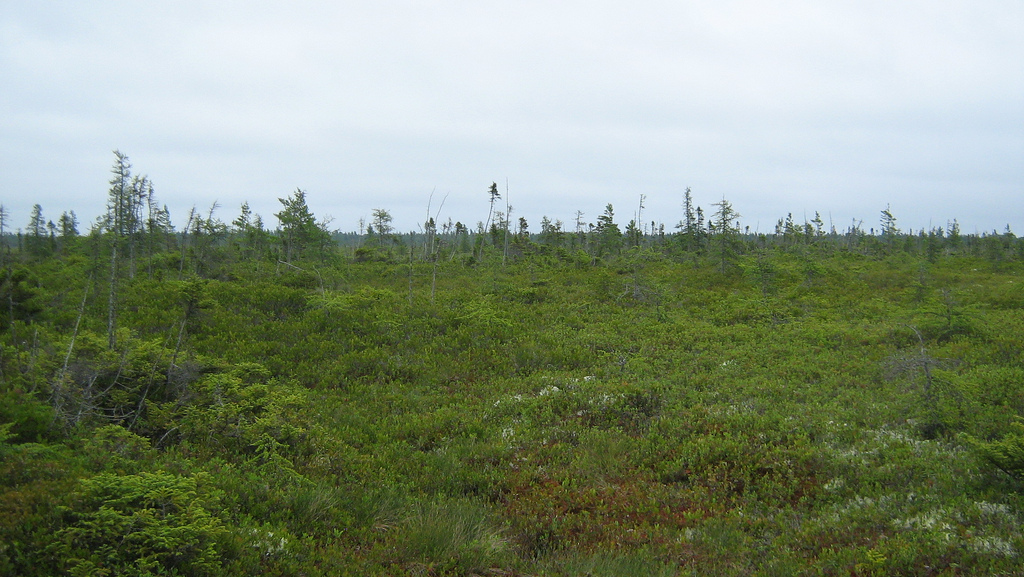
Tourbière

Les tourbières, installées dans les dépressions mal drainées, recouvrent 21 % de Kouchibouguac. La tourbe peut atteindre une épaisseur de 6 mètres au centre des dépressions. Outre la sphaigne, on y retrouve des éricacées et quelques rares arbres. Les marais salés couvrent environ 3 % du parc. On y retrouve 72 espèces de végétaux (huit arbustes, trois mousses et 61 espèces de plantes herbacées). Malgré la faible superficie qu'ils couvrent, ils servent de lieu de reproduction pour la plupart des oiseaux du parc.
Le cordon littoral couvre 2 % de l'aire protégée. Celui-ci est continuellement modifié par le vent et l'eau. La principale plante de la zone est l'ammophile à ligule courte (Ammophila brevigulata). Quant aux barachois, qui couvrent 18 % du parc, ils sont dominés par la zostère marine (Zostera marina).
Le parc contient deux plantes dites espèces en péril, le noyer cendré (Juglans cinerea), et le léchéa maritime (Lechea maritima). Une troisième espèce, l'aster du Saint-Laurent (Symphyotrichum laurentianum), répertoriée dans le parc, n'a plus été revue depuis une tempête en octobre 2000.

### Faune

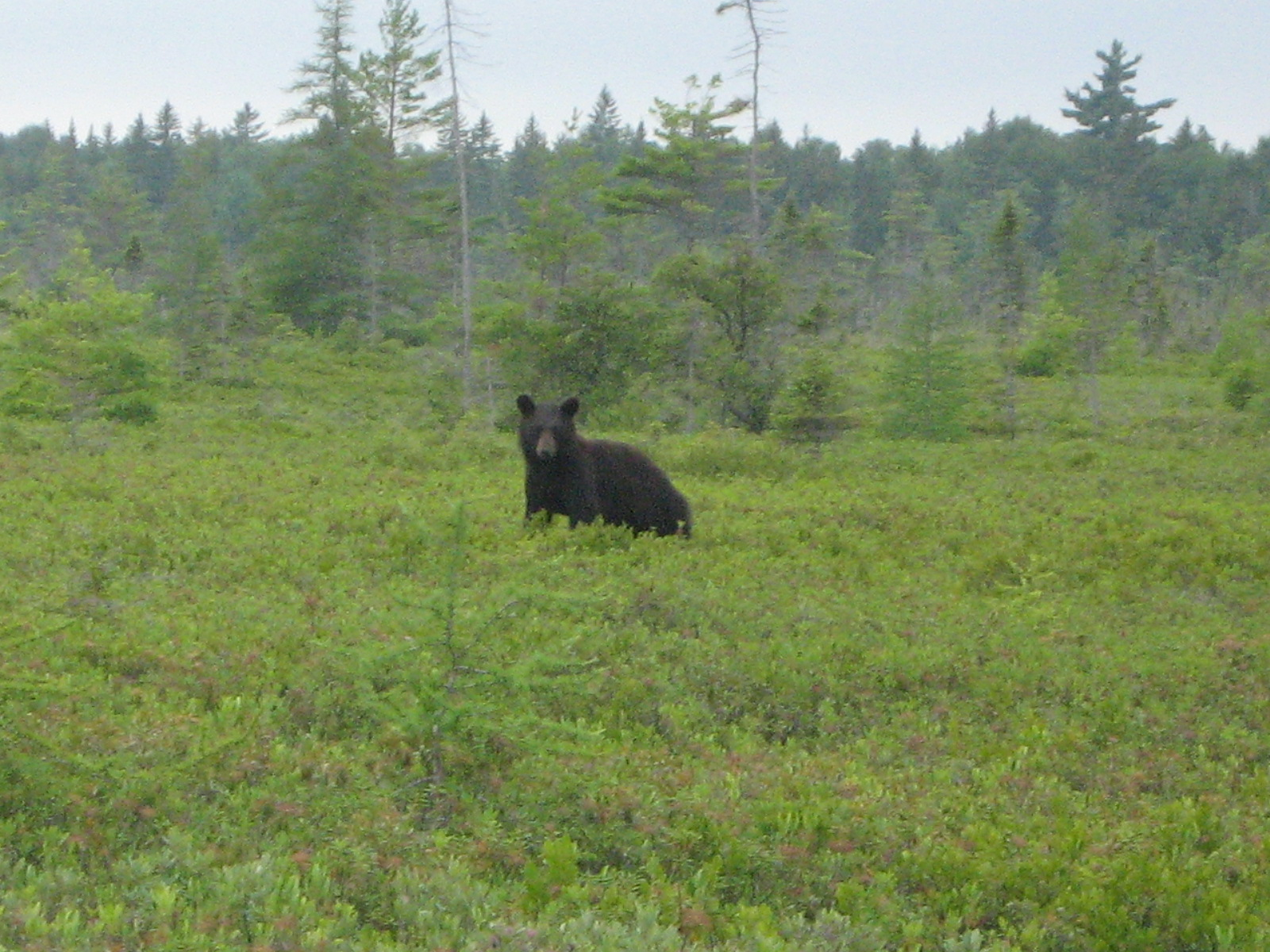
Ours noir

On dénombre 54 espèces de mammifères dans le parc. Les ongulés qui fréquentent le parc sont le cerf de Virginie (Odocoileus virginianus) et l'orignal (Alces americanus). Les carnivores terrestres que l'on retrouve dans le parc sont le couguar (Puma concolor), le coyote (Canis latrans), l'hermine (Mustela erminea), la loutre de rivière (Lontra canadensis), le lynx du Canada (Lynx canadensis), le lynx roux (Lynx rufus), la martre d'Amérique (Martes americana ), la mouffette rayée (Mephitis mephitis), l'ours noir (Ursus americanus), le pékan (Martes pennanti), le raton laveur (Procyon lotor), le renard roux (Vulpes vulpes) et le vison d'Amérique (Neovison vison). Les petits mammifères terrestres sont le campagnol des champs (Microtus pennsylvanicus), le campagnol à dos roux de Gapper (Myodes gapperi), le campagnol-lemming de Cooper (Synaptomys cooperi), le castor du Canada (Castor canadensis), l'écureuil roux (Tamiasciurus hudsonicus), le grand polatouche (Glaucomys sabrinus), la marmotte commune (Marmota monax), le porc-épic d'Amérique (Erethizon dorsatum), le rat musqué (Ondatra zibethicus), le rat surmulot (Rattus norvegicus), la souris commune (Mus musculus), la souris sauteuse des bois (Napaeozapus insignis), la souris sauteuse des champs (Zapus hudsonius), la souris sylvestre (Peromyscus maniculatus), le tamia rayé (Tamias striatus), le lièvre d'Amérique (Lepus americanus), la grande musaraigne (Blarina brevicauda), la musaraigne des Maritimes (Sorex maritimensis), la musaraigne cendrée (Sorex cinereus), la musaraigne fuligineuse (Sorex fumeus), la musaraigne palustre (Sorex palustris), la musaraigne pygmée (Sorex hoyi) et le condylure à nez étoilé (Condylura cristata). Cinq espèces de chauve-souris fréquentent le parc soit la chauve-souris argentée (Lasionycteris noctivagans), la chauve-souris cendrée (Lasiurus cinereus), la chauve-souris nordique (Myotis septentrionalis), la chauve-souris pygmée (Myotis leibii) et la chauve-souris rousse (Lasiurus borealis).

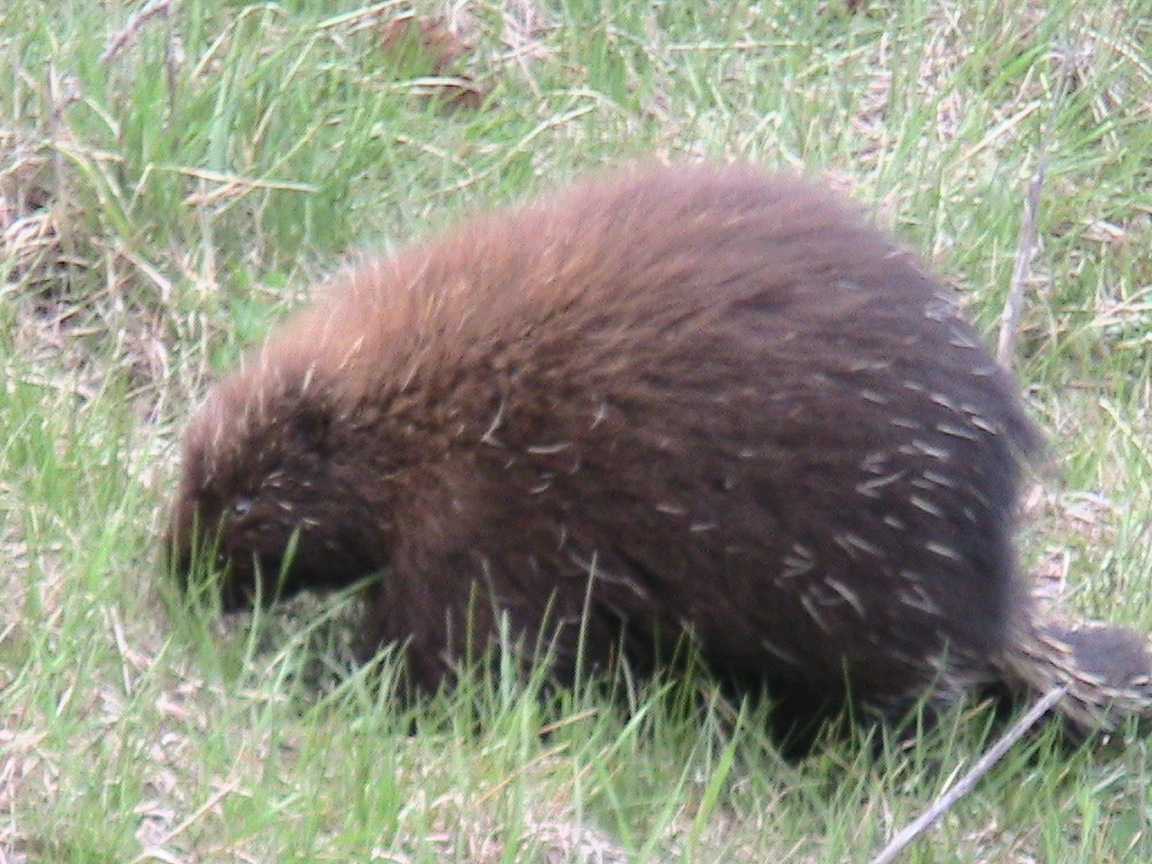
Porc-épic d'Amérique
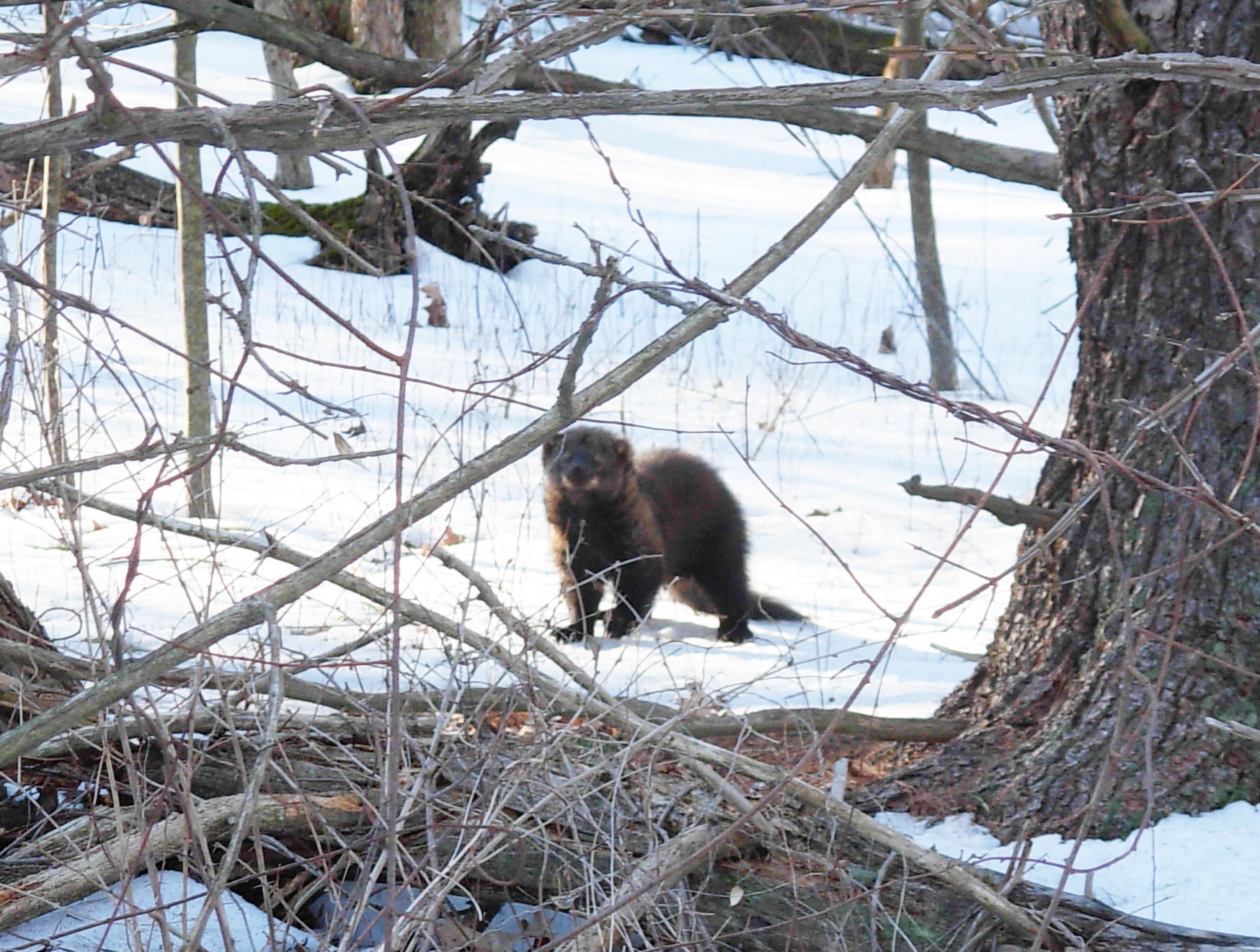
Pékan
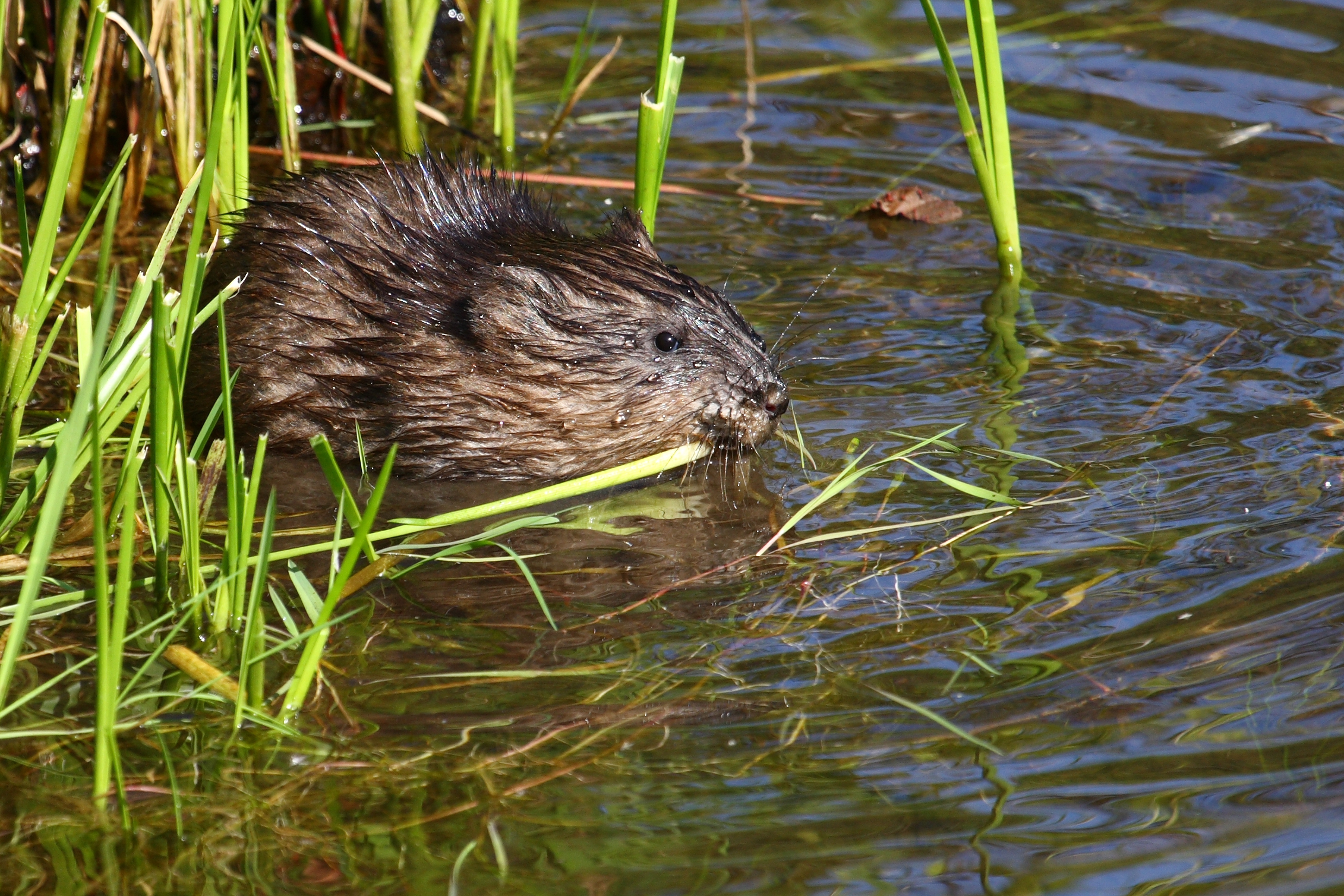
Rat musqué

Les mammifères marins qui évoluent dans les barachois et le golfe sont le phoque à capuchon (Cystophora cristata), le phoque commun (Phoca vitulina), le phoque du Groenland (Pagophilus groenlandicus), le phoque gris (Halichoerus grypus), le dauphin à flancs blancs (Lagenorhynchus acatus ), le globicéphale noir (Globicephala melaena), le rorqual à bosse (Megaptera novaeangliae), le petit rorqual (Balaenoptera acutorostrata) et le Rorqual bleu (Balaenoptera musculus).
La faune aviaire est composée de 223 espèces. La lagune est fréquentée par le canard noir (Anas rubripes), la sarcelle d'hiver (Anas crecca) et le balbuzard pêcheur (Pandion haliaetus). Quant au cordon littoral, il possède la plus importante population de sterne pierregarin (Sterna hirundo) des provinces de l'Atlantique, ce qui représente 14,5 % de la population nord-américaine. Il est aussi un important lieu de reproduction du pluvier siffleur (Charadrius melodus) par la présence sur les dunes de 9 à 17 couples, soit environ 1 % de la population nord-américaine. Le cordon littoral sert aussi de site de reproduction au harle huppé (Mergus serrator), au goéland hudsonien (Larus smithsonianus), au goéland à bec cerclé (Larus delawarensis) et au goéland marin (Larus marinus). Les oiseaux considérés comme espèces en péril dans le parc sont le bécasseau maubèche (Calidris canutus), le pluvier siffleur, l'engoulevent bois-pourri (Caprimulgus vociferus), l'engoulevent d'Amérique (Chordeiles minor), le martinet ramoneur (Chaetura pelagica), la moucherolle à côtés olive (Contopus cooperi), la paruline du Canada (Wilsonia canadensis), l'arlequin plongeur (Histrionicus histrionicus), le garrot d'Islande (Bucephala islandica), le hibou des marais (Asio flammeus) et le quiscale rouilleux (Euphagus carolinus).

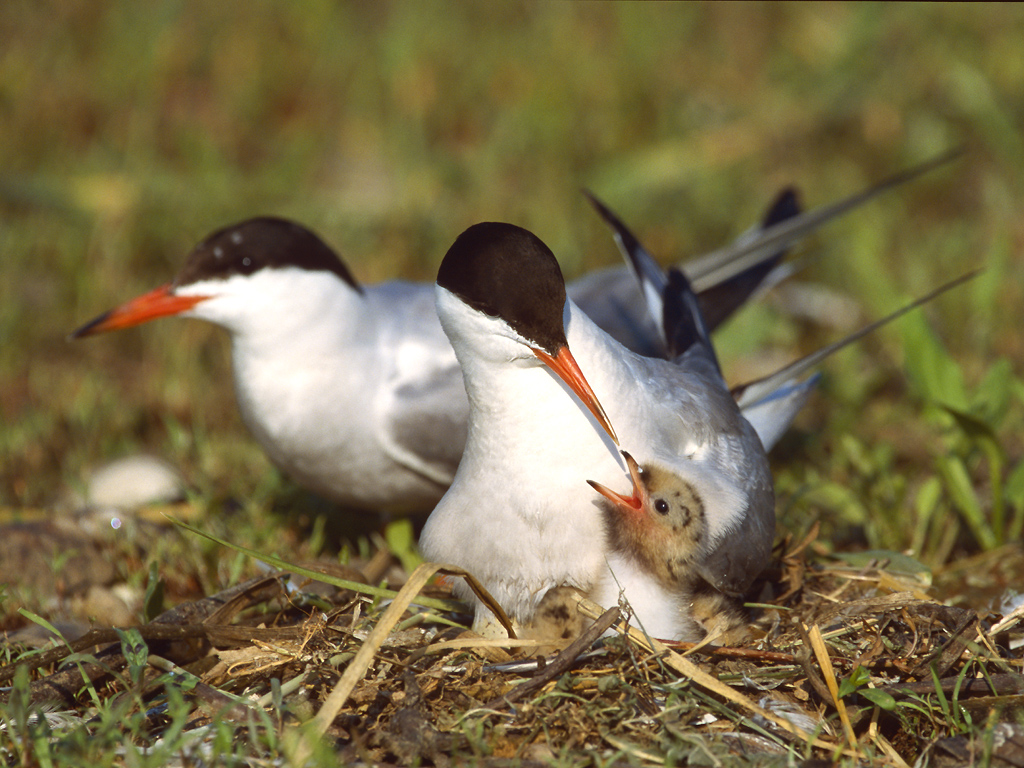
Sterne pierregarin
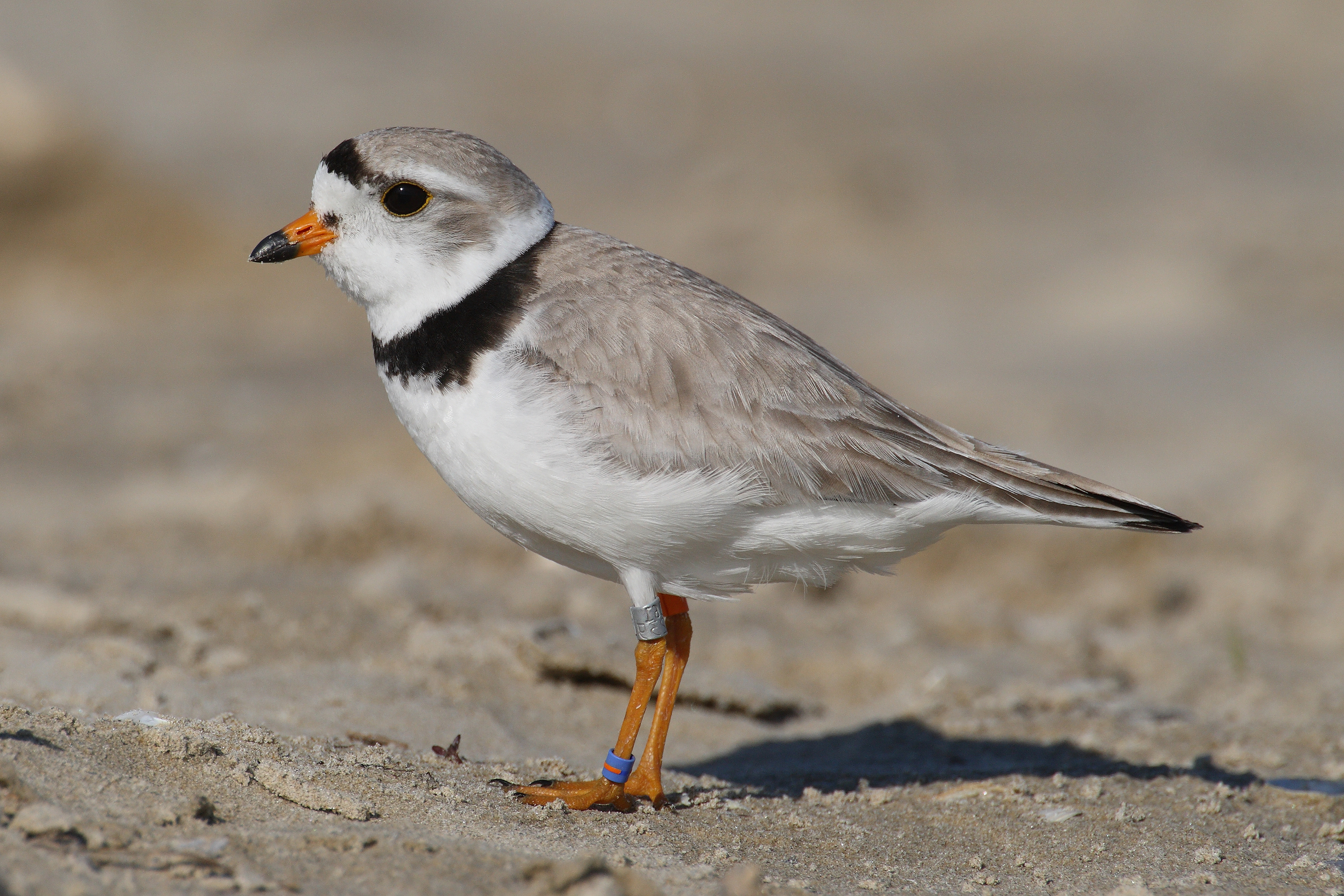
Pluvier siffleur
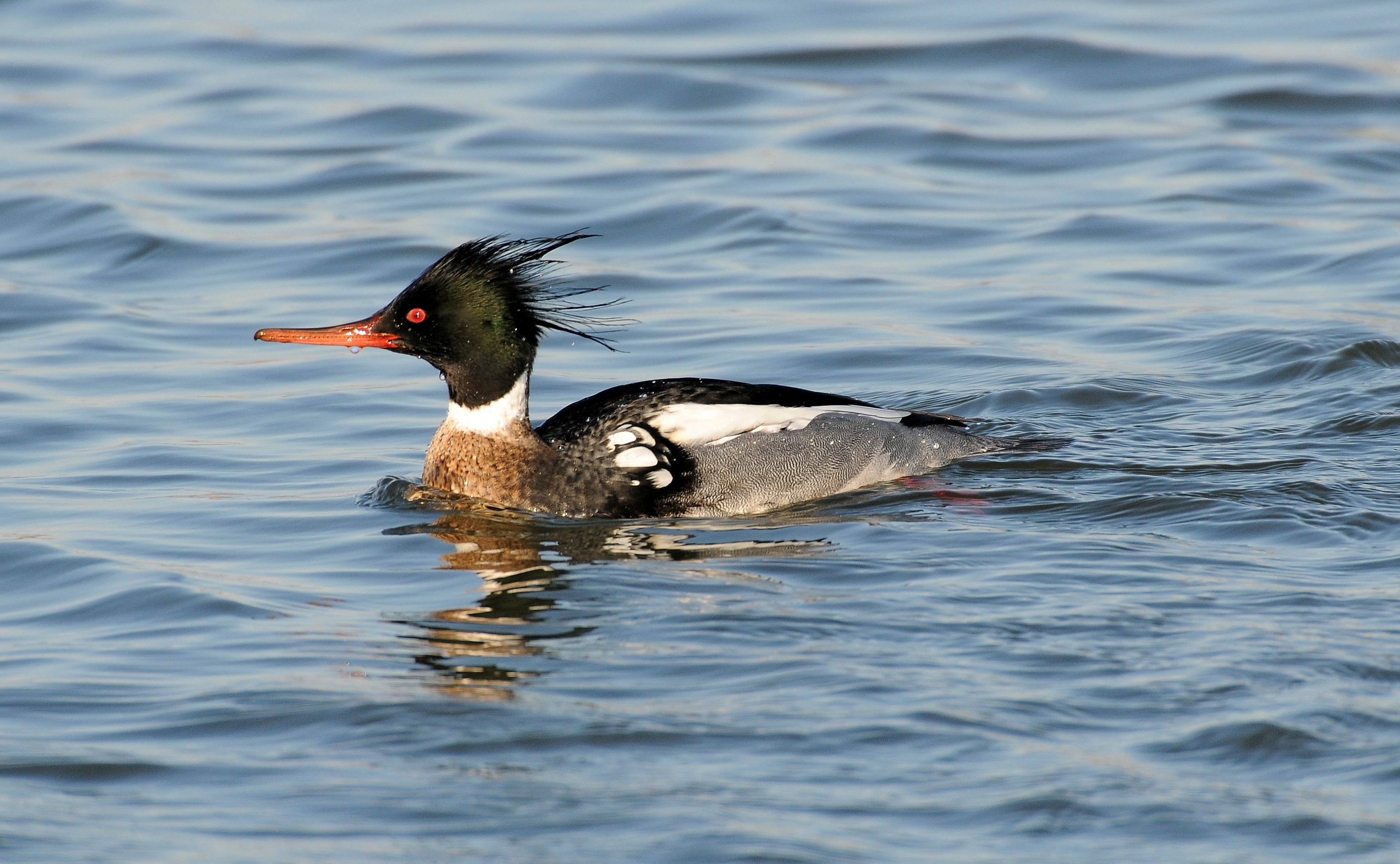
Harle huppé

Huit espèces de reptiles fréquentent Kouchibouguac, soit la tortue serpentine (Chelydra serpentina), la tortue des bois (Clemmys insculpta), la tortue peinte (Chrysemys picta), la tortue luth (Dermochelys coriacea), la couleuvre à collier (Diadophis punctatus), la couleuvre à ventre rouge (Storeria occipitomaculata), la couleuvre rayée (Thamnophis sirtalis) et la couleuvre verte (Opheodrys vernalis). Deux reptiles sont considérés en péril, la tortue des bois et la tortue serpentine. Quatorze espèces d'amphibien sont présentes dans le parc : l'ouaouaron (Lithobates catesbeianus), la grenouille verte (Lithobates clamitans), la grenouille léopard (Lithobates pipiens), la grenouille du Nord (Lithobates septentrionalis), la grenouille des marais (Lithobates palustris), la grenouille des bois (Lithobates sylvaticus), le crapaud d'Amérique (Anaxyrus americanus), le triton vert (Notophthalmus viridescens), la salamandre à points bleus (Ambystoma laterale), la salamandre à quatre doigts (Hemidactylium scutatum), la salamandre sombre du Nord (Desmognathus fuscus), la salamandre à deux lignes (Eurycea bislineata), la salamandre rayée (Plethodon cinereus) et la salamandre maculée (Ambystoma maculatum).
Les principales espèces de poissons sont le saumon atlantique (Salmo salar), l'anguille d'Amérique (Anguilla rostrata), le bar rayé (Morone saxatilis) et le lançon d'Amérique (Ammodytes americanus). Deux espèces sont considérées en péril, le bar rayé et l'anguille d'Amérique.

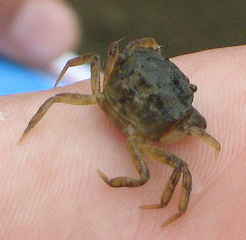
Crabe de boue (Dyspanopeus sayi) près de la rivière Kouchibouguacis
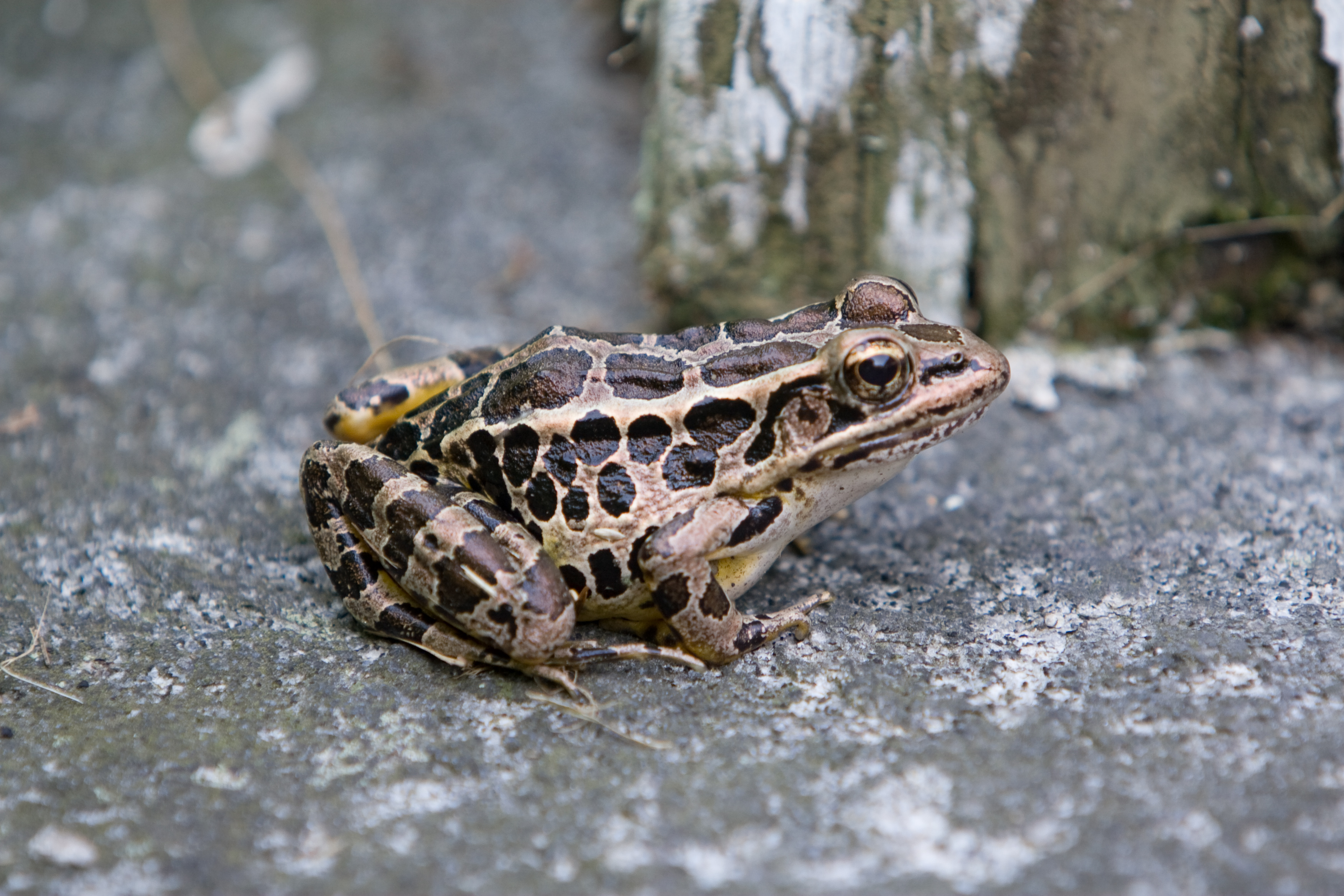
Grenouille des marais

## Histoire

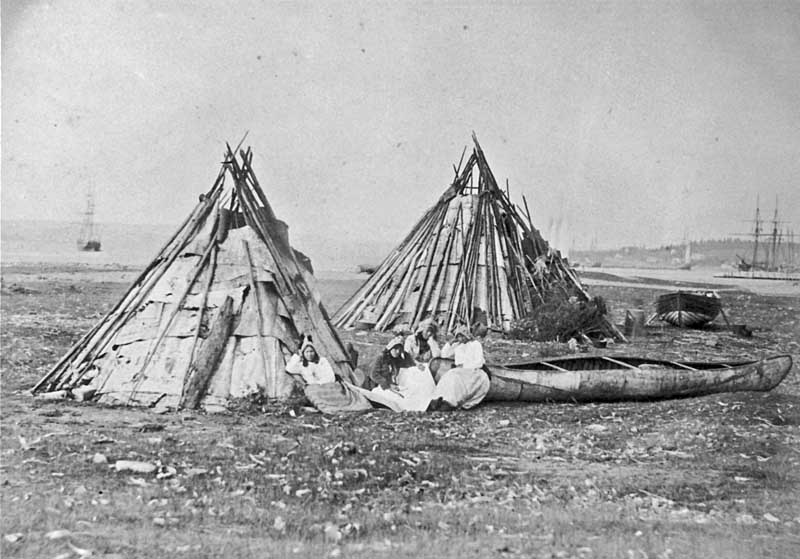
Camp micmac, photographie de Paul-Émile Miot en 1857

Le territoire du parc contient 26 sites archéologiques amérindiens dont le plus ancien date d'il y a environ 4 000 ans, de l'Archaïque maritime, jusqu'aux années 1960. Lors de l'arrivée des Européens, le territoire est déjà peuplé par les Micmacs, qui utilisent le territoire du parc comme terrain de chasse, de cueillette et surtout comme lieu de pêche, dont ils retirent 90 % de leurs besoins. Les maladies amenées par les Européens déciment cependant environ 75 % de la population. Les survivants se retrouvent à partir du début du XIXe siècle confinés dans de petites réserves. Les bandes micmacs les plus proches sont celles d'Indian Island et d'Elsipogtog qui sont situées sur la rivière Richibouctou et celles d'Eel Ground, de Metepenagiag et de Burnt Church dans la vallée de la rivière Miramichi.

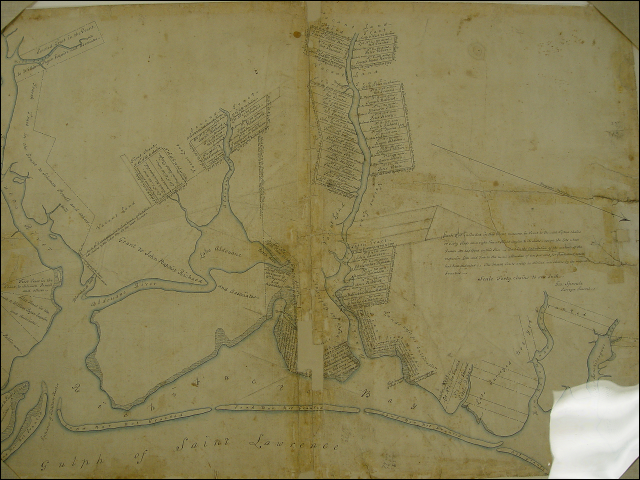
Concessions sur la rivière Kouchibouguacis en 1805.

Bien que la région soit connue des Français depuis le XVIe siècle, les premiers colons s'établissent seulement à la fin du XVIIIe siècle. La rivière Kouchibouguac accueille des Loyalistes de l’Empire-Uni ainsi que des colons écossais, irlandais, anglais et prussiens. Quant à la rivière Kouchibouguacis, elle est colonisée par les Acadiens de Memramcook qui sont ensuite rejoints par ceux d'autres régions du Nouveau-Brunswick et de la Gaspésie. En 1806, les principaux estuaires entre Escuminac et le cap Tourmentin sont habités. Les principales activités économiques de la région sont la construction navale, l'exploitation forestière, la pêche et l'agriculture. En 1969, le territoire est habité par 1 200 personnes réparties en 228 foyers et sept villages. Les plus importants sont ceux de Fontaine et de Claire-Fontaine, qui possèdent leur église paroissiale.
En 1969, une entente fédérale-provinciale est signée dans le but de créer un nouveau parc national. Toute la population est expropriée. La cause des expropriés suscite l'intérêt des étudiants, lors des manifestations des années 1960. Les expropriés reçoivent une compensation mais tous ne l'acceptent pas, notamment Jackie Vautour. Ce dernier est expulsé en 1976, logé dans un motel aux frais du gouvernement puis expulsé au moyen de gaz lacrymogène en 1977. Il retourne vivre dans le parc en 1978, où il habite toujours avec sa famille. Après avoir été accusé puis acquitté de pêche illégale de coques dans les années 1990, il poursuit le gouvernement fédéral à partir de 2002, arguant qu'en tant que Métis, ses droits ancestraux l'autorisent à pêcher dans le parc, selon la Constitution du Canada.

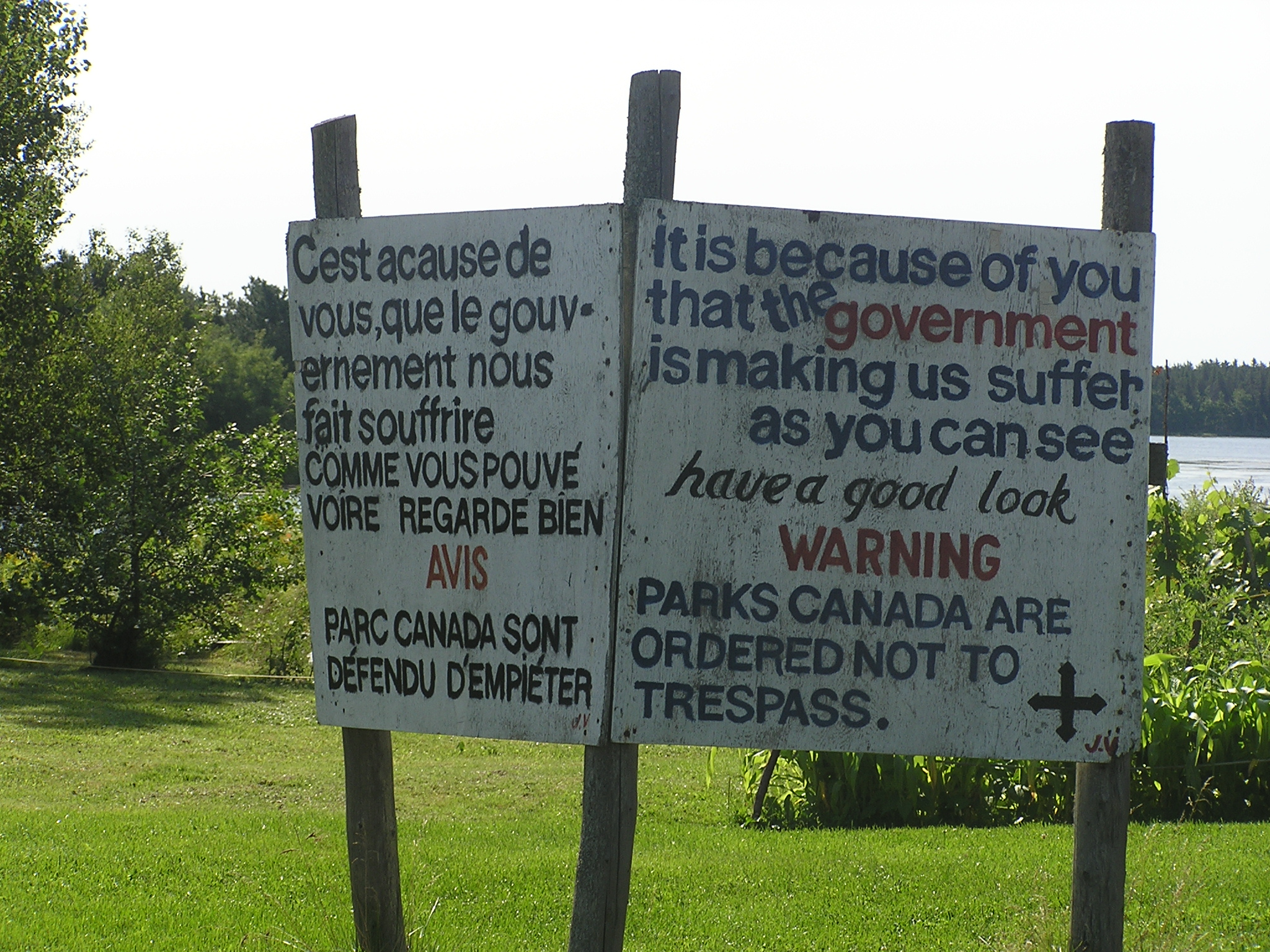
Affiche sur la propriété de Jackie Vautour, l'un des expropriés du parc.

Le parc est finalement créé au niveau législatif le 15 janvier 1979. L'expropriation est contestée en justice plus tard dans l'année, mais les plaignants sont déboutés. Une émeute impliquant deux cents personnes éclate par la suite, suivie d'une autre quelques semaines plus tard. À la suite de l'opposition soulevée par les expropriations, le gouvernement du Nouveau-Brunswick décide de former une commission d'enquête, la Commission spéciale d’enquête sur le Parc national de Kouchibouguac (aussi connue sous le nom de commission LaForest-Roy), dans le but d'examiner les incidences sociales et économiques provoquées par la création du parc. Les gouvernements fédéral et du Nouveau-Brunswick donnent leurs réponses au rapport de la commission l'année suivante. Les principaux points de la nouvelle entente visent le maintien de la pêche de la mye commune, de l'anguille d'Amérique, du gaspareau et de l'éperlan arc-en-ciel, le maintien de deux ports pour la pêche dans le parc, ainsi que le dragage des cours d'eau pour l'accès des navires ; des emplois sont attribués aux anciens résidents et l'histoire humaine du territoire du parc est reconnue. Enfin, le rapport de la commission change la méthode d'acquisition des terres pour les futurs parcs nationaux, le gouvernement fédéral préférant créer des parcs dans le Nord du pays. Pour les parcs au Sud du pays, le gouvernement fédéral privilégie maintenant les ententes de gré à gré, comme pour le parc national des Prairies.
En 2009, Kouchibouguac est reconnu comme réserve de ciel étoilé par la société royale d'astronomie du Canada.

## Gestion et administration

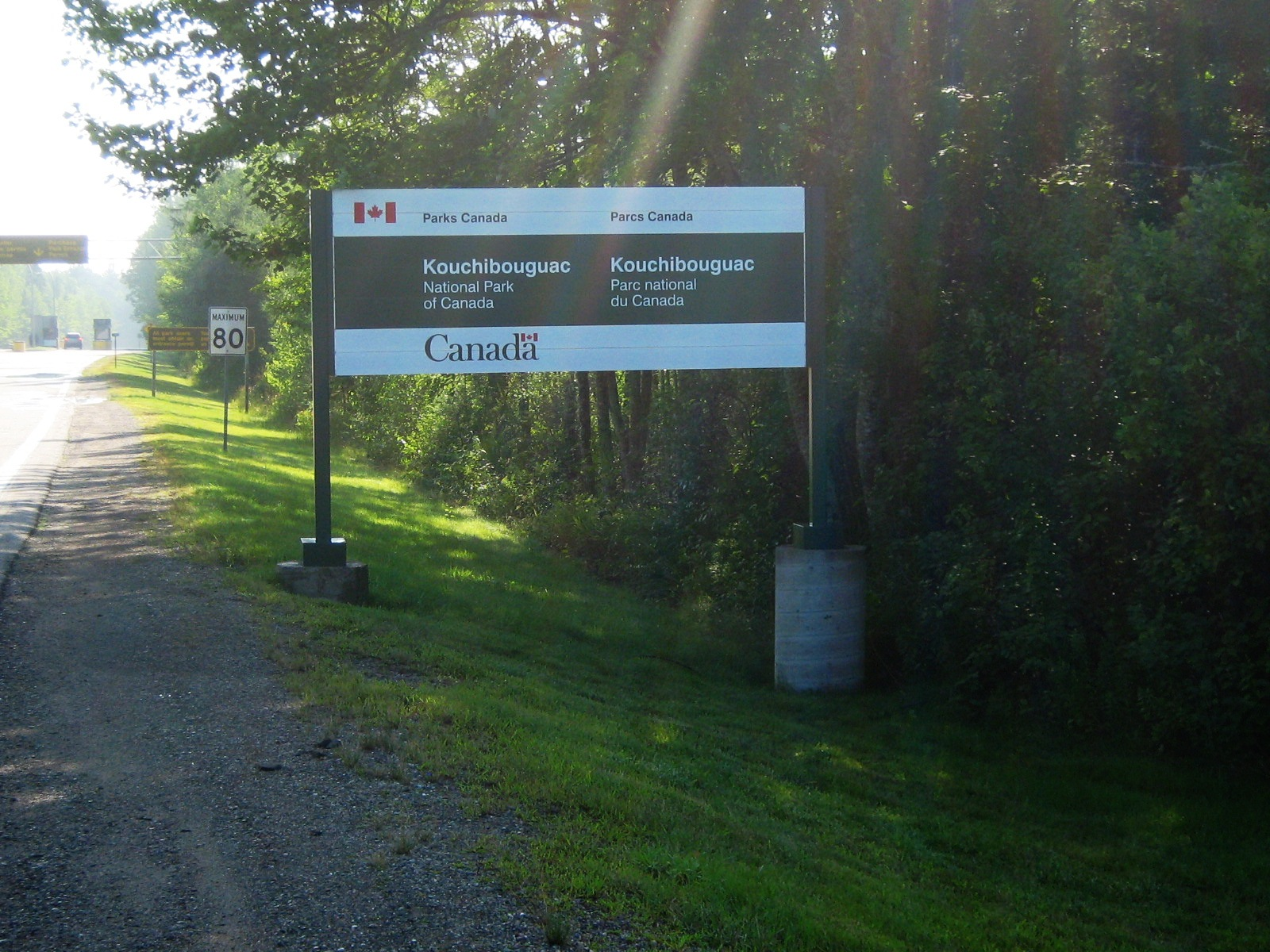
Entrée du parc national de Kouchibouguac

Le parc est administré, à même le site, par Parcs Canada, une agence du ministère de l'Environnement du Canada. Pour l'année financière 2011-2012, l'agence dispose d'un budget de 696 millions de dollars pour gérer 42 parcs nationaux, 956 lieux historiques nationaux — dont 167 gérés directement par l'agence — et quatre aires marines nationales de conservation.
Créé en 1911 sous le nom de division des parcs du Dominion, Parcs Canada est le premier service de parcs nationaux à avoir été créé au monde. Depuis 1930, la Loi sur les parcs nationaux interdit l'exploration et l'exploitation minières ainsi que l'exploitation forestière dans les parcs. En 1970, Parcs Canada adopte un plan pour la création de nouveaux parcs nationaux basé sur la représentativité des caractéristiques physiques, biologiques et géographiques des 39 régions terrestres du Canada. Actuellement[Quand ?], 28 des 39 régions terrestres, soit 70 % du réseau, sont représentées par un parc national.

## Tourisme

### Fréquentation
Le parc a reçu 162 804 visiteurs en 2010–2011, soit environ 120 000 visiteurs de moins que Fundy, l'autre parc national de la province. Il est fréquenté à 84 % par des Canadiens et à 6 % par des Américains, pour seulement 10 % restants arrivant d'autres pays. Seulement 20 % des visiteurs canadiens viennent du Nouveau-Brunswick, le reste provenant des autres provinces, en majorité du Québec. La moitié des visiteurs du parc parlent le français. Environ 71 % du public est constitué de visiteurs réguliers.

### Infrastructure

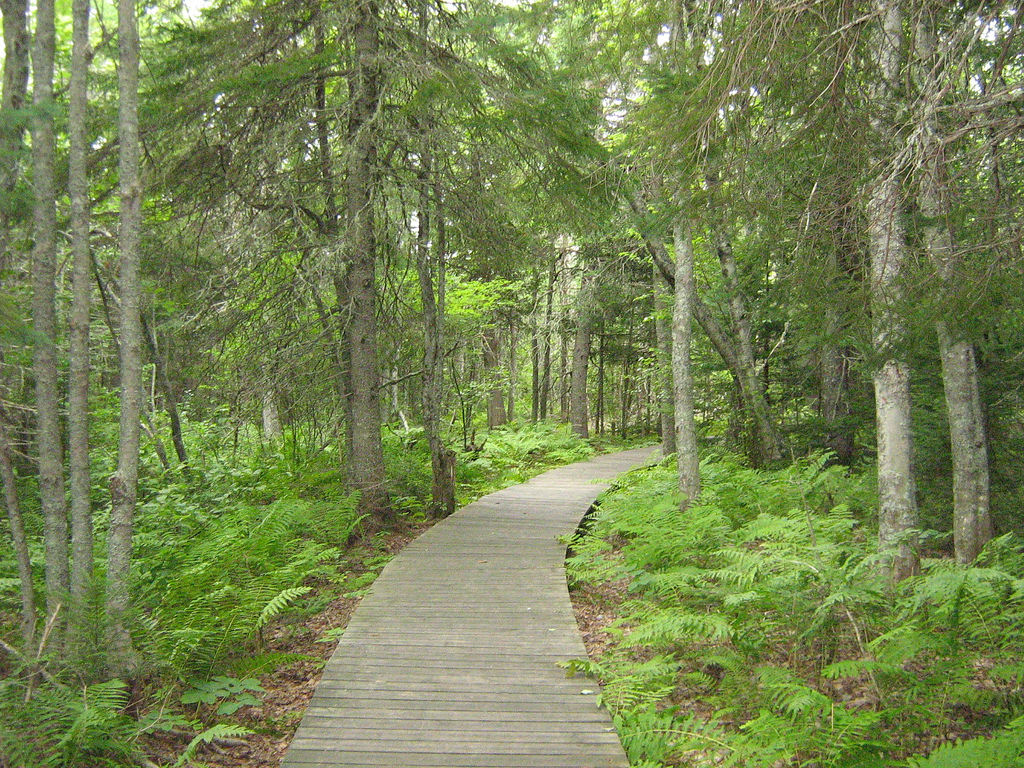
Sentier Mi'kmaq Les Cèdres

Le parc est accessible par trois routes provinciales. La route 11 relie le parc à Miramichi au nord et Moncton au sud. La route 117 traverse le secteur nord du parc en direction de Pointe-Sapin. Enfin, la route 134 dessert les communautés situées en parallèle à la route 11 dont Saint-Louis-de-Kent.
Le parc possède deux terrains de camping totalisant 343 emplacements. Il est aussi possible de camper dans trois campings rustiques accessibles seulement à vélo, par randonnée pédestre, en canot ou par kayak.
Le parc possède cinq aires de pique-nique. Il est aussi possible d'y pratiquer la baignade sur les 25 km de dunes situées sur le bord de la mer ainsi que dans le barachois. Les eaux du détroit de Northumberland sont réputées les plus chaudes au nord de la Virginie. Le parc est traversé par un réseau de 60 km de pistes cyclables dont une partie fait partie du sentier de l'Étoile, une composante du sentier Nouveau-Brunswick. Il est aussi possible de faire de la randonnée pédestre dans les 28 km de sentiers, du canoë-kayak et du vélo tout terrain.
En hiver, les visiteurs peuvent faire du ski de fond sur un réseau de 28 km de pistes. On peut y pratiquer aussi la raquette et la randonnée.

## Culture populaire
Jackie Vautour et sa famille sont devenus le symbole de la résistance à l'expropriation et plusieurs artistes se sont inspirés des événements. L'expropriation du parc national est ainsi traitée dans la pièce de théâtre pour enfants Kouchibou quoi ? (1975), de Roger Leblanc. Avec Cochu et le soleil (1977), Jules Boudreau fait un lien entre la déportation des Acadiens et cet événement ; le personnage de Grégoire Cochu rappelle Jackie Vautour, à qui est dédiée la pièce. La pièce de théâtre Wolfe (2011), d'Emma Haché, traite de l'expropriation et est jouée à Moncton et à Ottawa.
Le groupe 1755 ainsi que l'auteur-compositeur lousianais Zachary Richard ont été inspirés par le drame des expropriés de Kouchibouguac. Le premier a écrit la chanson Kouchibouguac. Quant à Zachary Richard, il a chanté La balade de Jackie Vautour dans son album Migration en 1978 et mentionne Kouchibouguac dans la chanson Petit Codiac, dans son album Cap Enragé en 1998. Édith Butler mentionne l'expropriation dans sa chanson Paquetville. Daniel Léger a dédié une chanson à Jackie Vautour.
Le film Massabielle (1982), réalisé par Jacques Savoie, s'inspire de l'histoire de Jackie Vautour. En 2007, le documentaire Kouchibouguac, de Jean Bourbonnais, ouvre le Festival international du cinéma francophone en Acadie ; Zachary Richard en est le narrateur et Jackie Vautour y fait une rare apparition ».
Le parc fait l'objet d'un poème dans le recueil de poésie La terre tressée, de Claude Le Bouthillier.
Des retrouvailles annuelles sont organisées dans le parc depuis 2006.
L'historien Ronald Rudin, de l'Université Concordia, annonce en 2009 vouloir écrire un livre sur l'histoire du parc et lance le site web Le Retour des voix au parc national de Kouchibouguac. En 2016, il publie Kouchibouguac: Removal, Resistance, and Remembrance at a Canadian National Park. Le roman Infini de Jean Babineau porte sur l'expropriation des Acadiens de Kouchibouguac.